# 何炳钦
何炳钦（1955年—），江西婺源人，汉族，中华人民共和国政治人物、第十二届全国人民代表大会江西地区代表。
毕业于景德镇陶瓷学院陶瓷艺术设计专业。加入中国民主建国会。2013年，担任全国人大代表。